# 守口警察署
守口警察署（もりぐちけいさつしょ）は、大阪府警察が管轄する警察署の一つ。
警察署庁舎老朽化のため、建設中であった新庁舎が完成し、2021年（令和3年）7月12日に移転、業務開始した。

## 所在地
- 大阪府守口市京阪本通2丁目6番10号
  - 京阪本線 守口市駅
  - Osaka Metro谷町線 守口駅
  - 京阪バス 寝屋川1・2・3・4号経路 守口市役所前

## 管轄区域
- 守口市（門真警察署の管轄区域を除く）

## 沿革
- 1977年（昭和52年）4月：門真警察署開署により、門真市が管轄区域から外れる
- 2021年（令和3年）4月 - 大枝交番新庁舎業務開始 [1]
- 2021年（令和3年）7月12日 - 新庁舎にて業務開始

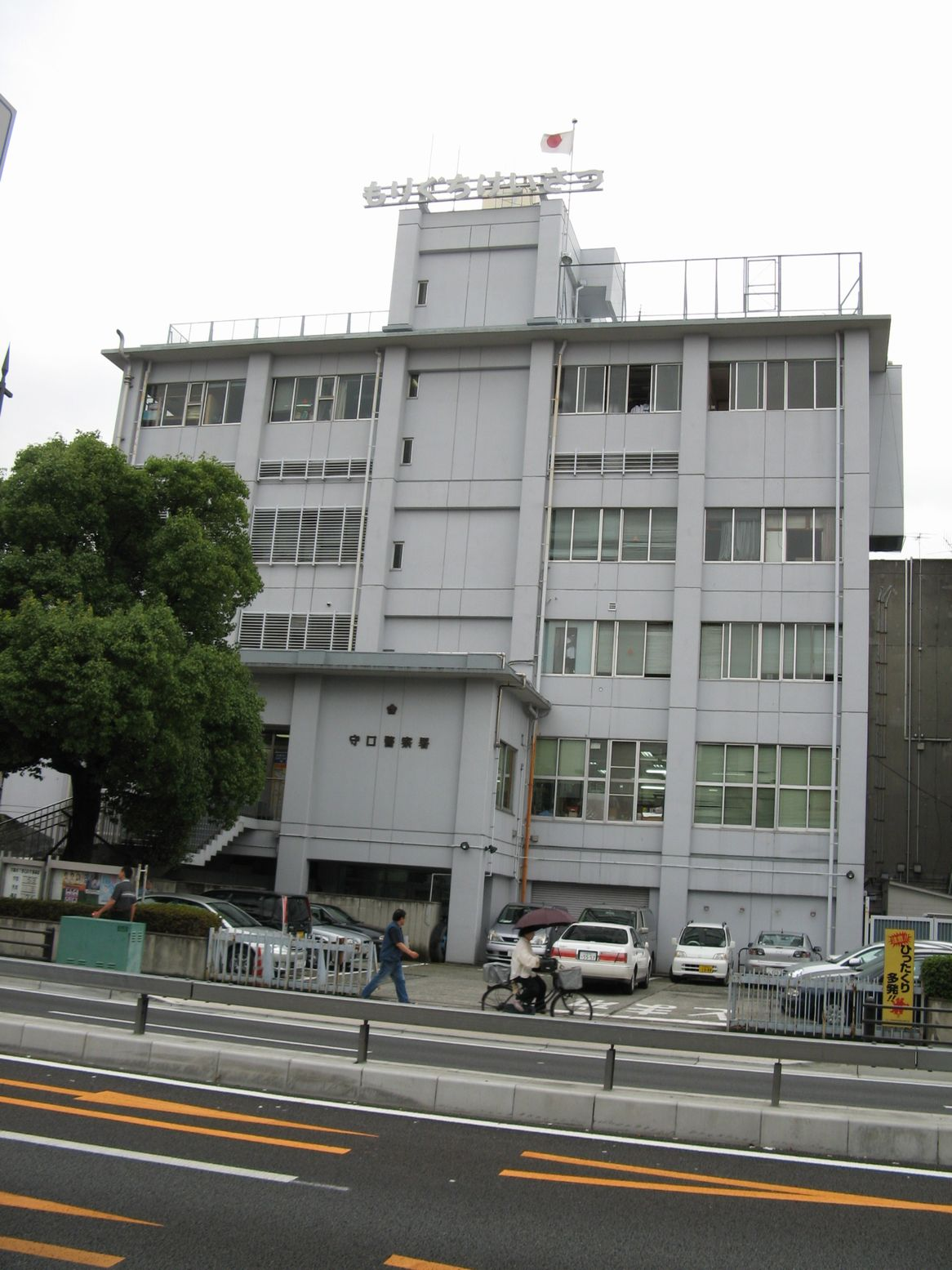
旧庁舎

## 交番
- 梅園町交番 - 守口市梅園町9番22号
- 大枝交番 - 守口市東光町二丁目1番3号 
  - 守口市立さくら小学校の校舎と一体化した全国でも珍しい立地が特徴[1]。
- 大久保交番 - 守口市大久保町四丁目1番3号
- 北寺方交番 - 守口市寺方本通二丁目15番1号
- 庭窪交番 - 守口市佐太中町一丁目6番47号
- 守口駅前交番 - 守口市河原町1番7号
- 八雲交番 - 守口市八雲西町四丁目31番36号